# Баня (Пловдивська область)
Ба́ня (болг. Баня) — місто в Пловдивській області Болгарії. Входить до складу общини Карлово.

## Населення
За даними перепису населення 2011 року у місті проживали 3512 осіб.
Національний склад населення міста:
| Національність   | Кількість осіб | Відсоток |
| ---------------- | -------------- | -------- |
| болгари          | 2560           | 79,8%    |
| цигани           | 626            | 19,5%    |
| турки            | 5              | 0,2%     |
| інша             | 12             | 0,4%     |
| не визначились   | 5              | 0,2%     |
| Всього відповіли | 3208           |          |

Розподіл населення за віком у 2011 році:
Динаміка населення: